# Ita Ever
Ita Ever (Paide, 1 de abril de 1931-Tallin,  9 de agosto de 2023) fue una actriz estonia. 

## Biografía
Se formó en el Instituto Ruso de Arte Teatral.
Ha sido descrita como una gran actriz del teatro estonio. Ever comenzó su carrera en 1953 como actriz de teatro y apareció en numerosas producciones cinematográficas de Estonia y Rusia.
Es la tercera actriz que ha interpretado a Miss Marple de Agatha Christie en una adaptación cinematográfica (en el caso de Ever fue una versión cinematográfica rusa de 1983), después de Angela Lansbury en 1980, Evers es la cuarta actriz de Miss Marple más longeva.
Pareja de Gunnar Kilgas desde 1960 hasta 2005. Contrajo matrimonio con Eino Baskin desde 1953 hasta 1959, fue madre de Roman Baskin y luego contrajo matrimonio con Ilmar Tammur.

## Filomografía
- 1983, Tayna chyornykh drozdov
- 2006, Vana daami visiit
- 1957, Tagahoovis

## Premios
- 1966, Artista Meritoria SSR de Estonia
- 1973, People's Artist of the Estonian SSR
- 1981, Orden de la Amistad de los Pueblos
- 2001, Orden de la Estrella Blanca, tercera clase.
- 2006, Premio de Humor Oskar Luts
- 2007, Medalla de la ciudad de Tallinn
- 2007, Mujer Estona del año
- 2016, Premio Noches Negras